# Kolonia Nietoperek
Kolonia Nietoperek (prononciation : [kɔˈlɔɲa ɲɛtɔˈpɛrɛk]) est un village polonais de la gmina de Międzyrzecz dans le powiat de Międzyrzecz de la voïvodie de Lubusz dans l'ouest de la Pologne.
Il se situe à environ 8 kilomètres au sud-ouest de Międzyrzecz (siège de la gmina et de le powiat), 44 kilomètres au sud-est de Gorzów Wielkopolski (capitale de la voïvodie) et 50 kilomètres au nord de Zielona Góra (siège de la diétine régionale).

## Histoire
Avant 1945, ce village était sur le territoire de l'Empire allemand dans le Royaume de Prusse dans la province de Brandebourg (voir Évolution territoriale de la Pologne)
De 1975 à 1998, le village appartenait administrativement à la voïvodie de Zielona Góra.

Depuis 1999, il appartient administrativement à la voïvodie de Lubusz